# Anton Sophus Bachke
Anton Sophus Bachke, född 20 juni 1836 i Meråker, död 6 januari 1919 i Strinda, var en norsk bergmästare. Han var bror till Ole Andreas Bachke
Bachke blev bergskandidat 1860, ledde 1861–1877 Ytterøens svavelkisgruvor (Ytterøen Mining Co.), som han utvecklade betydligt; under några år drev han även Orkedalens svavelkisgruvor. Efter att ha fått Svenningdals silvergruvor på fötter, var han 1880–1897 geschworner i nordanfjällska distriktet och samtidigt överdirektör vid Røros kopparverk, i vars drift han införde genomgripande och för många utländska bergverk förebildliga reformer. Åren 1897–1914 var han bergmästare i Tromsø distrikt (Bodø) och medverkade på denna post i hög grad till det stora uppsving, som i början av 1900-talet ägde rum i Nordnorges bergverksindustri. Han var 1904–1905 ordförande i kungliga kommittén för undersökning av driftsförhållandena vid och utarbetande av en driftsplan för Kongsbergs silververk. Bachke var under en följd av år ordförande i Den norske Bergindustriforening, i vars stiftande han hade en väsentlig andel.